# Neostylopyga variabilis
Neostylopyga variabilis är en kackerlacksart som beskrevs av Karlis Princis 1962. Neostylopyga variabilis ingår i släktet Neostylopyga och familjen storkackerlackor. Inga underarter finns listade i Catalogue of Life.